# Ctenomys validus
Ctenomys validus és una espècie de mamífer rosegador histricomorf de la família dels ctenòmids. És endèmica de l'Argentina, específicament, de la província de Mendoza.